# 杨洪武
杨洪武（约1961年—2019年12月5日），原籍山西屯留，生于北京，中国大陆男演员，浙江省话剧院一级演员，中国戏剧家协会会员，中国话剧研究会会员。代表作品包括《大宋少年志》《怪侠一枝梅》《武则天秘史》等。

## 生平
杨洪武出生于北京，在杭州长大，1971年至1976年在杭州前进中学读书。
1978年8月进入浙江大学校办工厂工作，1987年2月至1989年6月人事关系调到浙江省幻灯制片厂，1981年8月借调杭州话剧团任演员，1985年1月借调浙江话剧团。1989年6月正式进入浙江话剧团工作。2019年12月5日，因突發性心肌梗塞而過世。

## 主要作品
（资料不全）
- 《孙子 (电视剧)》饰 阖闾
- 《孙子兵法与三十六计》饰 庞涓
- 《如來神掌 (2002年電視劇)》饰 蓝铁心
- 《江山為重》饰 允禵
- 《大宋碑歌》饰 蔡京
- 《天師鍾馗之美麗傳說》饰 龙王
- 《朱元璋 (2006年电视剧)》饰 汤和
- 《怪俠一枝梅 (2010年電視劇)》饰 振恒山庄庄主
- 《万历首辅张居正》饰 魏廷山
- 《武则天秘史》饰 裴炎
- 《陸貞傳奇》饰 沈悟觉
- 《隋唐英雄 1 & 2》饰 李密
- 《东方红1949》饰 傅作义
- 《大明按察使》饰 祝宝贵
- 《武松 (2013年电视剧)》饰 宋江
- 《隋唐英雄 3 & 4》饰 秦琼
- 《钱塘传奇》饰 张廷玉
- 《末代皇帝传奇》饰 载沣
- 《隋唐英雄5之薛刚反唐》饰 狄仁杰
- 《凤囚凰》饰 沈庆之
- 《大宋少年志》饰 赵王爷
- 《皓镧传》饰 高猛
- 《嘉庆皇帝》饰 勒保
- 《驪歌行》饰 獨孤得關